# Réserve naturelle domaniale du Pré des Forges
 (décembre 2018).
 (août 2018).
Si vous disposez d'ouvrages ou d'articles de référence ou si vous connaissez des sites web de qualité traitant du thème abordé ici, merci de compléter l'article en donnant les références utiles à sa vérifiabilité et en les liant à la section « Notes et références ».
 (août 2018).
La réserve naturelle domaniale du Pré des Forges est un complexe de prairies alluviales dans la province du Luxembourg, en Belgique. Elle s'étend sur les communes de Saint-Hubert et de Tellin pour une superficie d'un peu plus de 23 hectares, dans la plaine alluviale de la Lomme. C'est un site de grand intérêt biologique (SGIB).

## Localisation

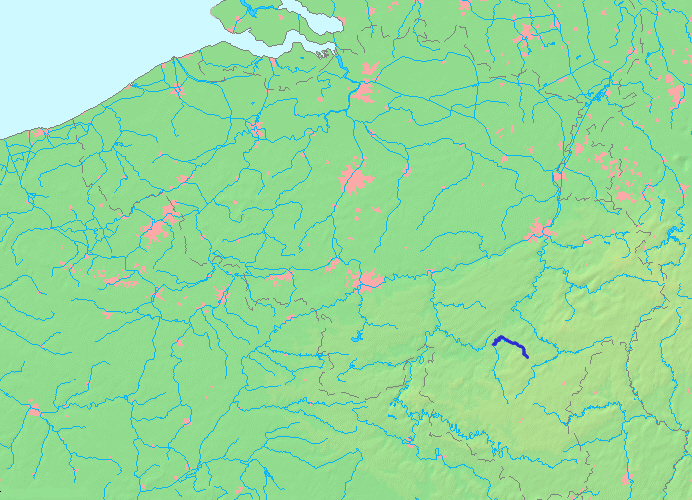
Carte des fleuves et rivières de la Belgique. En trait gras et foncé, Lomme

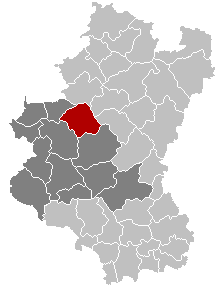
La ville de Saint-Hubert, en rouge, dans la province du Luxembourg

Le territoire du Pré des Forges se situe dans la province du Luxembourg, en région wallonne, en Belgique. Il s'étend sur les anciennes communes de Bure (3,63 hectares) et de Mirwart 20,68 hectares, faisant partie, après la fusion des communes belges le 1er janvier 1977, aux communes de Tellin, pour Bure, et de Saint-Hubert, pour Mirwart. Le Pré des Forges se situe dans deux régions naturelles, l'Ardenne et l'Ardenne centrale.

## Histoire du site et de la réserve

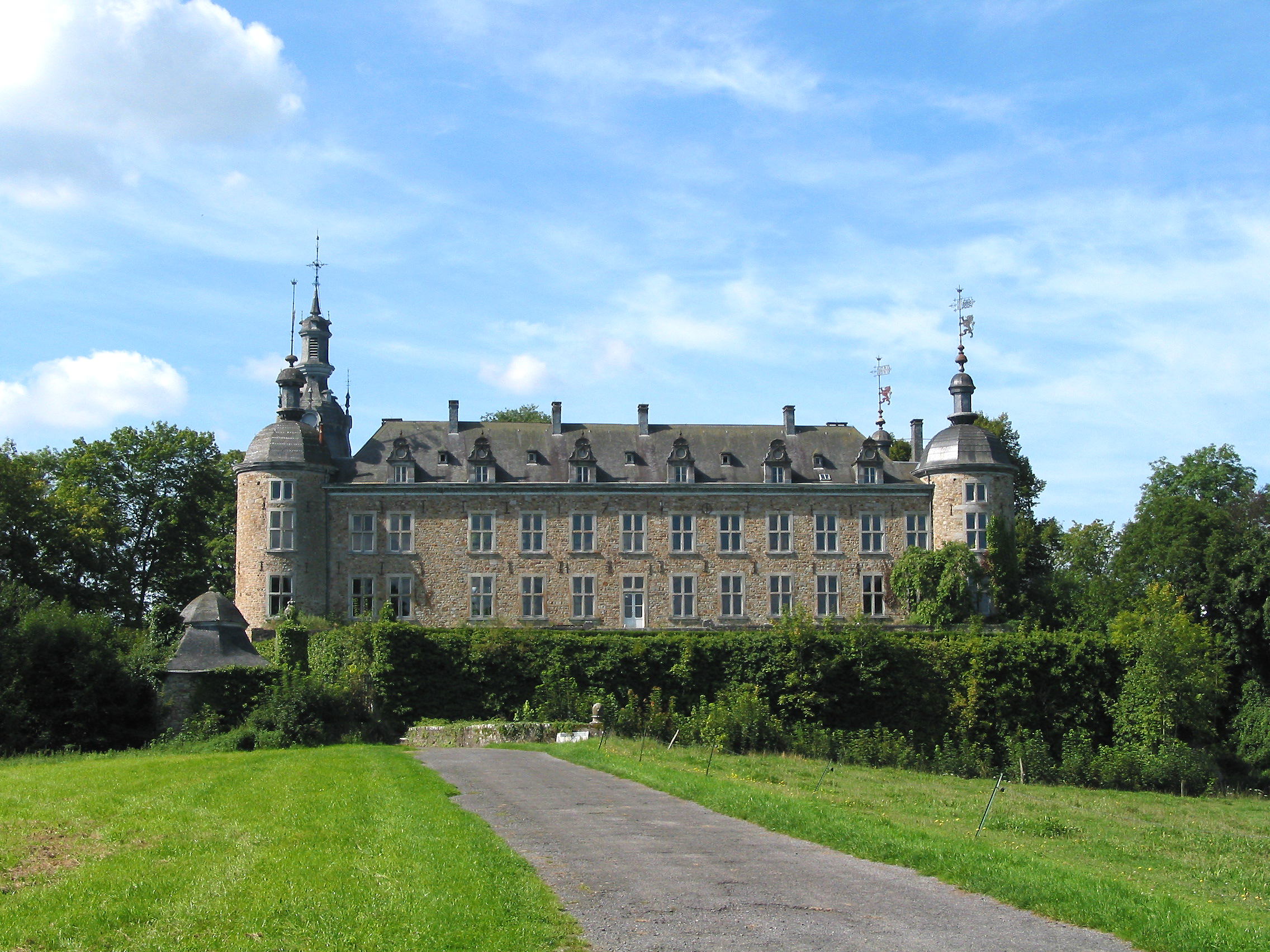
Château de Mirwart, dans la commune de Saint-Hubert.

Au XVIe siècle, une forge se trouvait sur le site, sous le Château de Mirwart; elle fonctionnait encore au XVIIIe siècle. Au XIXe siècle, des tas de charbons de bois et de scories furent cumulés en amont du Pré des Forges. À cette même période, plusieurs m3 de scories furent extrait par les hauts-fourneaux de Marcinelle dans le Bois du Fourneau, au Crahay et au Pré des Forges. Lors de fortes crues, le charbon de bois et la scorie se déposèrent, emportés par les eaux, au Pré des Forges.
D'après les cartes de Ferraris, il y avait des prairies humides et des landes au XVIIIe siècle. Il y avait des prés de fauches au XIXe siècle qui prirent fin en 1947.

### Sites classés
Deux sites classés se trouvent dans la réserve ; le château de Mirwart, au sud-est, et le Moulin des Forges. Le Pré des Forges, quant à lui, n'est pas classé.

## Écologie
Le site se situe dans la plaine alluviale de la Lomme, entre le chemin de fer et la rivière. La plaine suit le chemin de fer sur 400 mètres et longe la Lomme sur 750 mètres. Ce ruisseau est rejoint, en amont, par le ruisseau Marsau, qui actionnait le Moulin des Forges.

### Géologie et relief
Pour la partie nord de la plaine, on retrouve des quartzophyllades, du schiste et du grès calcarifères alors que pour la partie sud, on retrouve une alternance de schistes bleus et de quartzites gris clair.
La totalité de la vallée est couverte d'alluvions hétérogènes, limono-caillouteuses, fortement gleyifiées entre la Lomme et le fossé. Du charbon de bois et du scories, provenant de l'ancienne forge, se trouve encore sur la plaine.
Une partie de la plaine, se trouvant au-delà du fossé, est plus sec que le versant boisé, ayant lui, une dépression plus humide. Cela n'est pas dû au relief mais aux végétations. Une station climatique fut installé dans la plaine pour étudier le microclimat dans les années 1970.

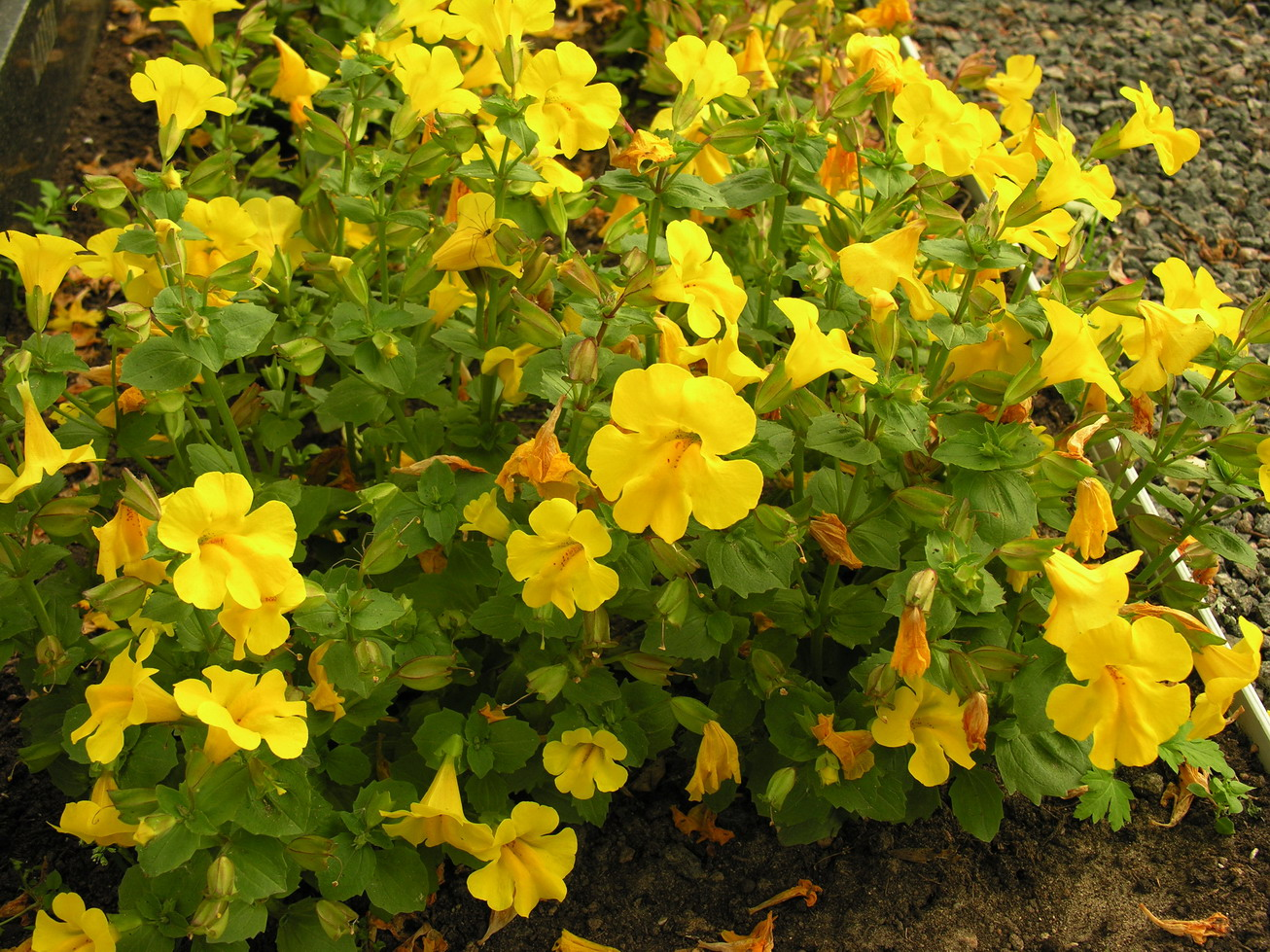
Mimulus guttatus

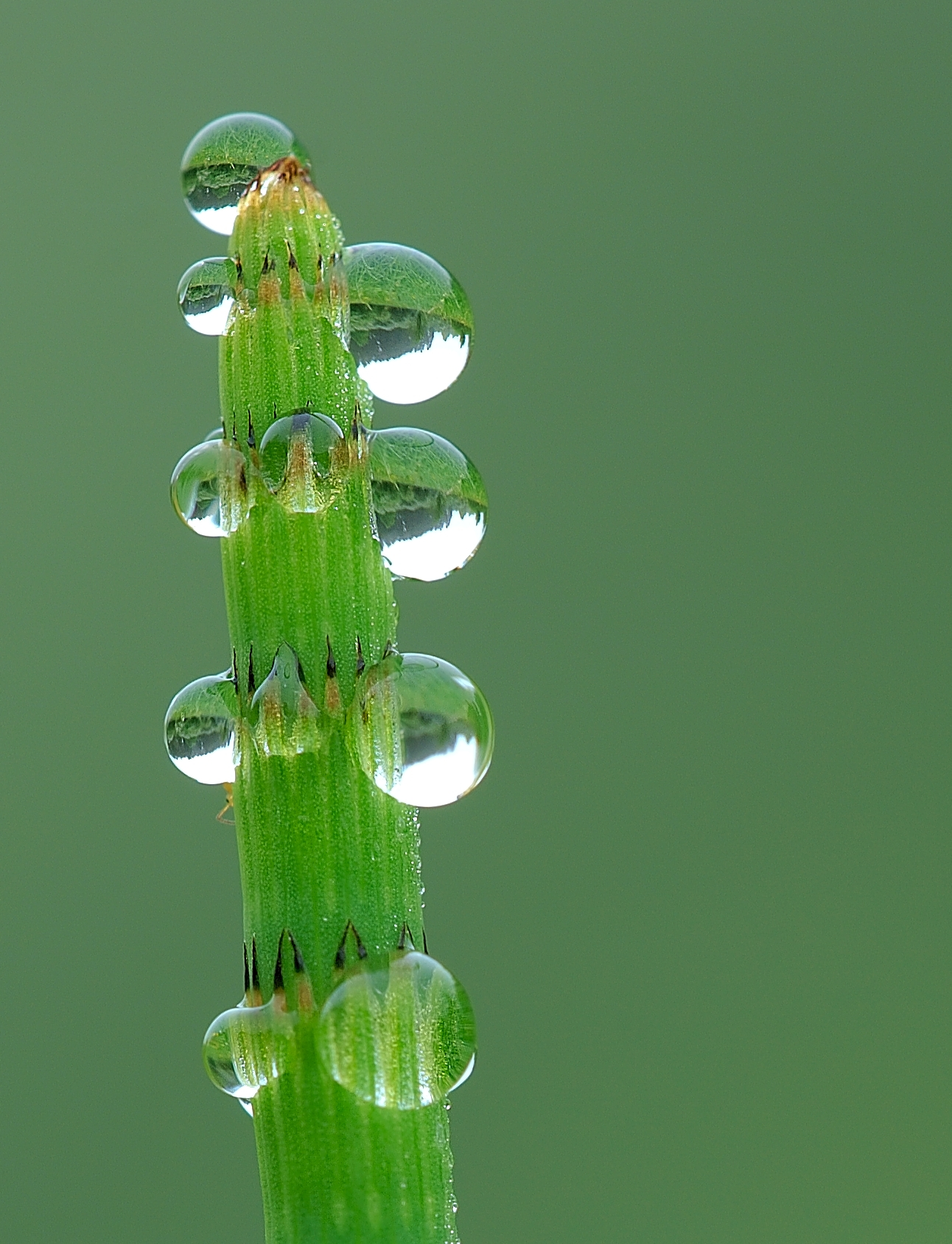
Guttation sur une Equisetum fluviatile ; Belgique, Réserve naturelle domaniale de Marie Mouchon

### Flore
C'est une flore d'eau qui domine la plaine. La Mimulus guttatus est une plante exotique dans la plaine. Equisetum fluviatile, espèce de prêle se trouve également sur la plaine. La présence de Carex umbrosa est à confirmer.
| Nom scientifique          | Nom commun                     |
| Carex acuta               | -                              |
| Carex curta               | -                              |
| Colchicum autumnale       | Colchique d'Automne            |
| Dactylorhiza maculata     | Orchis tacheté                 |
| Menyanthes trifoliata     | Trèfle d'eau                   |
| Narcissus pseudonarcissus | Narcisse jaune                 |
| Platanthera chlorantha    | Platanthère à fleurs verdâtres |
| Viola palustris           | Violette des marais            |

### Faune
Aucun mammifères, quadrupèdes, amphibiens et reptiles est répertoriés dans la réserve.
Toutes les espèces de la réserve sont protégées — excepté les insectes (excepté le Erebia medusa, le Proclossiana eunomia et le Lycaena helle, espèce menacé en danger d'après le Statut de conservation UICN).
Des espèces significatives de Carabidés  se trouvent sur la plaine: Licinus hoffmannseggi (espèce d'araignée) est à la limite de sa dispersion de son aire; Leistus piceus (Sturnelle militaire) est confinée au massif ardennais; Agonum livens, espèce rare et de statut précaire. Des espèces liées aux mégaphorbiées sont signalées et en diminution en Belgique : Chlaenius nigricornis, Notiophilus palustris, Oodes helipioides, Pterostichus vernalis et Agonum sexpunctatum.
24 espèces de Lépidoptères ont été recensées dont 8 vulnérables : Aporia crataegi (Gazé), Argynis paphia (Tabac d'Espagne), Brenthis ino (Nacré de la sanguisorbe), Clossiana selene (Petit collier argenté), Erabia medusa (Moiré franconien), Lycaena helle (Cuivrée de la bistorde), Melitatea diamina (Mélitée noirâtre) et Proclossiana eunomia (Nacré de la bistorte).

#### Oiseaux
Toutes les espèces d'oiseaux de la réserve sont protégées.
| Nom scientifique       | Nom commun                  |
| Accipiter gentilis     | Autour des Palombes         |
| Accipiter nisus        | Épervier d'Europe           |
| Acrocephalus palustris | Rousserolle verderolle      |
| Alcedo atthis          | Martin-Pêcheur d'Europe     |
| Athene noctua          | Chevêche d'Athéna           |
| Buteo buteo            | Buse variable               |
| Cinclus cinclus        | Cincle plongeur             |
| Dendrocopos minor      | Pic épeichette              |
| Hippolais icterina     | Hypolaïs ictérine           |
| Lanius collurio        | Pie-grièche écorcheur       |
| Motacilla cinerea      | Bergeronnette des ruisseaux |
| Picus viridis          | Pic vert                    |
| Sylvia communis        | Fauvette grisette           |
| Sylvia curruca         | Fauvette babillarde         |

## Conservation
La conservation de la réserve protège l'un des complexes de prairies alluviales connus dans la province du Luxembourg.

### Menaces
La principale menace est l'embroussaillement de buissons qui encadrent la réserve vers l'amont et l'aval et des brins ligneux. La gestion actuelle n'est pas favorable aux reptiles et aux serpents.
La maintenance de la diversité des prairies alluviales entre la Lomme et le fossé principal et l'intervention dans les pelouses plus sèches ainsi que le fauchage d'évolution défavorable, seulement menacée par le développement des brins ligneux. Pollution de la Lomme.
Un plan de gestion est mis en place.